# Norops subocularis
Norops subocularis är en ödleart som beskrevs av  Davis 1954. Norops subocularis ingår i släktet Norops och familjen Polychrotidae. Inga underarter finns listade i Catalogue of Life.